# Dëshirë
"Dëshirë" (svenska: önskan) är en låt på albanska framförd av sångerskan Rosela Gjylbegu.
Med låten deltog Gjylbegu i Albaniens uttagning till Eurovision Song Contest 2013, Festivali i Këngës 51. Låten är skriven av Endrit Mumajesi och komponerad av Endrit Shani. Gjylbegu framförde låten i den första semifinalen, 20 december 2012 och tog sig därifrån vidare till finalen den 22 december. Genom bedriften har Gjylbegu tagit sig till finalen alla gånger hon deltagit i Festivali i Këngës (totalt 5). Som bäst har hon slutat på en andra plats i finalen (år 2006 med "Pa ty, pa mua").